# Líbero (fútbol)
El líbero es una posición en la defensa del terreno de juego que ocupa un jugador de fútbol y que posee la particularidad de estar «libre» de obligaciones de marca cuando su equipo está en posesión del balón, lo que le permite sumarse al mediocampo en funciones de construcción de juego ofensivo, por lo mismo también es llamado defensor libre por el centro. En un once titular, el líbero se suele alinear con una defensa de 3 o 5 hombres. De forma errada se le suele llamar "libero" al stopper central en una línea defensiva corriente, olvidando la función ofensiva de esta posición. Generalmente es el último hombre de la línea defensiva pero también es posible que juegue por delante de la misma y ser libre de atacar en ciertas ocasiones.
La palabra «líbero» viene del italiano libero, que quiere decir «libre». En inglés se suele emplear el término sweeper, que significa «barredora» pues su labor es «barrer» el ataque que traspasaba la línea de defensa.  
Las principales características de un líbero son su libertad en el centro más defensivo de la cancha y la capacidad técnica para saber iniciar el juego y repartir balones. El líbero era un puesto y táctica muy utilizado en los equipos europeos hasta la década de 1990.
Es una posición muy rara en el fútbol moderno, pues requiere de un futbolista con capacidades híbridas entre defensa central y volante creativo. Los ejemplos clásicos de esta posición son Elías Figueroa, Franco Baresi, Franz Beckenbauer y Lothar Matthäus. 
Si bien el puesto de líbero se asocia fundamentalmente con la escuela del catenaccio italiano de los años '60, en realidad es un concepto que venía desarrollándose progresivamente desde hacía años. En la década del '30 la selección de fútbol de Suiza había conseguido preparar un sistema defensivo llamado "verrouilleur" (candado), merced a las ideas de su director técnico, el austríaco Karl Rappan, quien había establecido una defensa de 3 con un jugador más por detrás de la línea defensiva, convirtiéndola así en una línea de 3+1 defensores, o más precisamente, de 4. Ese sería el primer antecedente del líbero italiano.

## Tipos de líbero

### Líbero alemán
Esta posición fue creada y popularizada por su gran utilidad en el campo por Franz Beckenbauer. Normalmente se usa en formaciones con tres defensas donde el líbero se hace acompañar por dos centrales que juegan más contenidos mientras el líbero tiene la libertad de moverse por todo el centro de la defensa y el centro del medio campo. Esta forma de jugar se creó en el fútbol alemán, en el que se tiende a jugar con mucha gente en el medio campo, pues entonces la misión de los líberos alemanes era salir a cortar el juego adelante de los defensas, presionando y empujando al rival hacia su propia área. Así mismo debían contar con buen talento para iniciar el juego y repartir el balón sobre todo en contraataque. En muchas ocasiones los líberos de esta clase suben acompañando la jugada llegando hasta la portería rival y anotando goles.

### Líbero escoba
Del inglés sweeper, en español tiene varias denominaciones a saber escoba, barredora o cuevero. Estos zagueros aparecen en las formaciones con tres o cinco defensas colocándose justo al medio y apoyado por dos stoppers que son la primera valla contra el ataque. Este jugador cuenta con una disposición libre en el sector medio de la defensa, mayormente se mueve hacia atrás de la línea de defensa a donde tiene la misión de barrer el ataque rival que pasa la línea defensiva y auxiliando a los centrales que se ven superados. También tienen la libertad de iniciar la contra repartiendo balones desde el centro del campo, muchas veces detrás de la línea defensiva, por contar con mayor tranquilidad para repartir balones largos. Estos tipos de defensas proliferaron mayormente en Italia a base del estilo de juego  catenaccio.